# Liste der Baudenkmäler in Pfaffenhofen an der Glonn

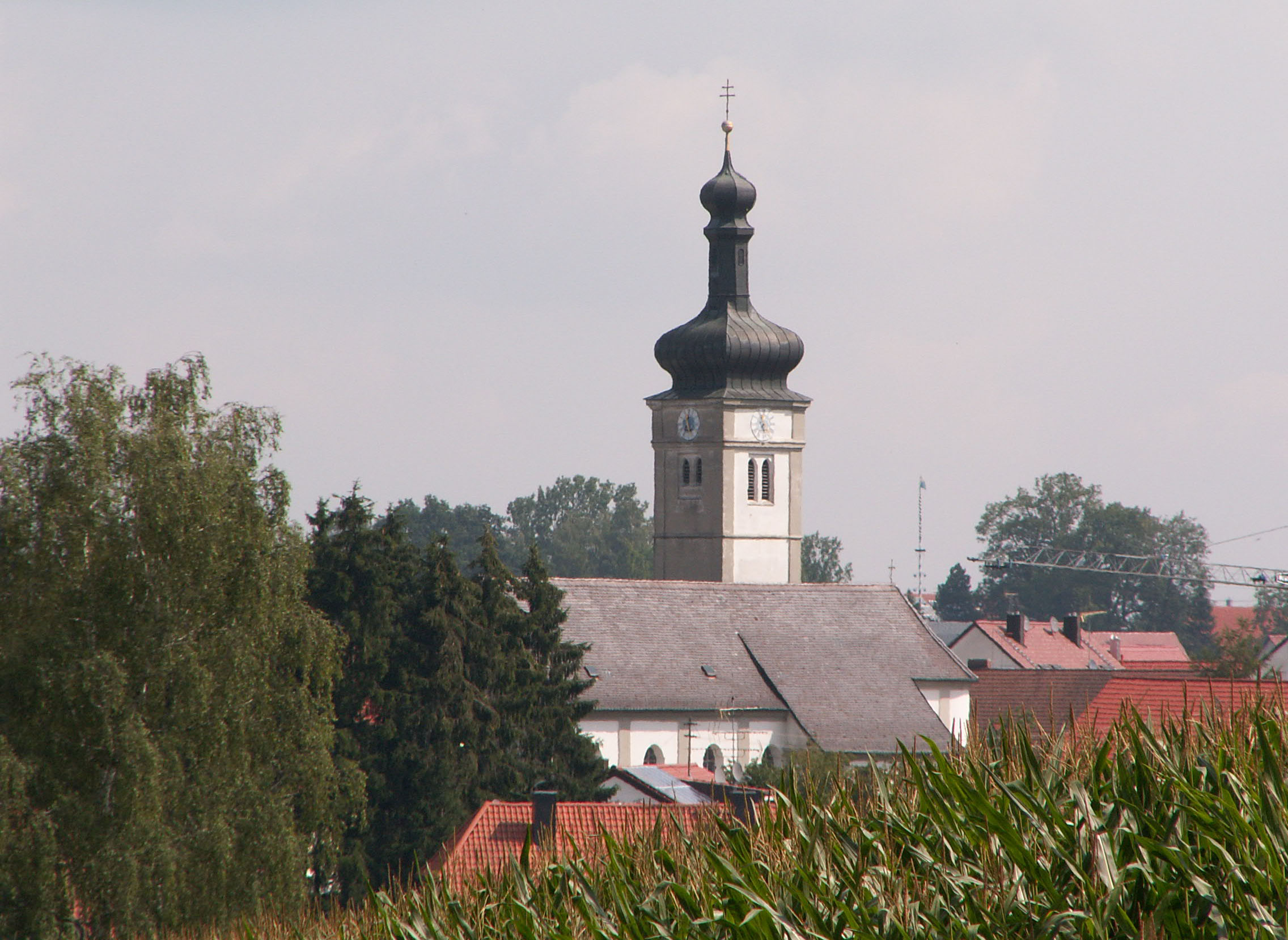
Blick auf St. Michael in Pfaffenhofen an der Glonn

Auf dieser Seite sind die Baudenkmäler in der oberbayerischen Gemeinde Pfaffenhofen an der Glonn zusammengestellt. Diese Tabelle ist eine Teilliste der Liste der Baudenkmäler in Bayern. Grundlage ist die Bayerische Denkmalliste, die auf Basis des Bayerischen Denkmalschutzgesetzes vom 1. Oktober 1973 erstmals erstellt wurde und seither durch das Bayerische Landesamt für Denkmalpflege geführt wird. Die folgenden Angaben ersetzen nicht die rechtsverbindliche Auskunft der Denkmalschutzbehörde.

## Baudenkmäler nach Ortsteilen

### Pfaffenhofen an der Glonn
| Lage                                             | Objekt                              | Beschreibung | Akten-Nr.    | Bild           |
| ------------------------------------------------ | ----------------------------------- | --- | ------------ | -------------- |
| Kirchplatz 1 (Standort)                          | Katholische Pfarrkirche St. Michael | lisenengegliederter Saalbau mit eingezogenem, halbrund geschlossenem Chor, im nördlichen Winkel Turm mit gedrückter Laternenhaube, 1718/20 unter Verwendung romanischer und spätgotischer Abschnitte errichtet, 1928 nach Westen verlängert; mit Ausstattung | D-1-74-137-1 | weitere Bilder |
| Laich, an der Straße nach Unterumbach (Standort) | Kreuzigungsgruppe                   | Gusseisen gefasst, zweite Hälfte 19. Jahrhundert; an der Straße nach Unterumbach | D-1-74-137-4 | weitere Bilder |
| Pfarrstraße 5 (Standort)                         | Pfarrhaus (ehemaliges Schlösschen)  | zweigeschossiger Satteldachbau mit polygonalen Eckerkern und Annexen im Osten und Norden, um 1612 umgestaltet, 1793 und 1805 erweitert | D-1-74-137-2 | weitere Bilder |

### Bayerzell
| Lage                   | Objekt     | Beschreibung | Akten-Nr.    | Bild           |
| ---------------------- | ---------- | --- | ------------ | -------------- |
| Bayerzell 5 (Standort) | Bauernhaus | erdgeschossig mit Gesimsgliederung und Satteldach, um 1732 (dendrochronologisch datiert) errichtet; zugehöriger Stallstadel von 1891 (dendro. dat.) zugehöriger Stallstadel von 1891 | D-1-74-137-5 | weitere Bilder |

### Egenburg
| Lage                                                               | Objekt                              | Beschreibung | Akten-Nr.     | Bild              |
| ------------------------------------------------------------------ | ----------------------------------- | --- | ------------- | ----------------- |
| Hauptstraße 7 (Standort)                                           | Ehemals Pfarrhaus                   | zweigeschossig mit Satteldach, 1784 | D-1-74-137-7  | Ehemals Pfarrhaus |
| Hauptstraße 12 (Standort)                                          | Katholische Pfarrkirche St. Stephan | Saalbau mit nördlicher Seitenkapelle und eingezogenem, dreiseitig geschlossenem Chor, im nördlichen Winkel Turm mit Oktogon und Zwiebelhaube, im Kern spätgotisch, um 1707 erneuert, Seitenkapelle 1740, im 19. Jahrhundert nach Westen verlängert; mit Ausstattung | D-1-74-137-6  | weitere Bilder    |
| Mühlstraße 13, südlich der Glonntalstraße bei der Mühle (Standort) | Katholische Kapelle                 | mit dreiseitigem Schluss, wohl 1890 erbaut; südlich der Glonntalstraße bei der Mühle | D-1-74-137-10 | weitere Bilder    |

### Miesberg
| Lage                   | Objekt                          | Beschreibung | Akten-Nr.     | Bild           |
| ---------------------- | ------------------------------- | --- | ------------- | -------------- |
| In Miesberg (Standort) | Katholische Kapelle St. Richard | lisenengegliederter, einschiffiger Bau mit halbrundem Schluss und Giebelreiter, 1754 errichtet; mit Ausstattung | D-1-74-137-11 | weitere Bilder |

### Oberumbach
| Lage                                 | Objekt                              | Beschreibung | Akten-Nr.     | Bild           |
| ------------------------------------ | ----------------------------------- | --- | ------------- | -------------- |
| Friedberger Straße 9 (Standort)      | Wegweiser                           | Gusseisen, um 1860/70 nicht nachqualifiziert, im Bayerischen Denkmal-Atlas nicht kartiert                                                               | D-1-74-137-23 | BW             |
| Friedberger Straße 11 1/2 (Standort) | Katholische Filialkirche St. Ulrich | Saalbau mit eingezegenem, fünfseitig geschlossenem Chor, im nördlichen Winkel Turm mit Zinnengiebeln, 1480 errichtet, 1666 umgestaltet; mit Ausstattung | D-1-74-137-12 | weitere Bilder |

### Unterumbach
| Lage                                                 | Objekt                              | Beschreibung | Akten-Nr.     | Bild           |
| ---------------------------------------------------- | ----------------------------------- | --- | ------------- | -------------- |
| Dorfstraße 28 (Standort)                             | Katholische Filialkirche St. Martin | Saalbau mit eingezogenem, halbrund geschlossenem Chor und Giebelreiter, 1716 errichtet, 1927 nach Westen verlängert; mit Ausstattung | D-1-74-137-14 | weitere Bilder |
| Nähe Unterumbach, an der Straße nach Höfa (Standort) | Wegkapelle                          | einschiffig mit halbrundem Schluss, wohl Mitte des 19. Jahrhunderts an der Straße nach Höfa errichtet                                | D-1-74-137-15 | weitere Bilder |

### Wagenhofen
| Lage                     | Objekt                             | Beschreibung | Akten-Nr.     | Bild           |
| ------------------------ | ---------------------------------- | --- | ------------- | -------------- |
| In Wagenhofen (Standort) | Katholische Kapelle St. Franziskus | einschiffig mit wenig eingezogenem, halbrund geschlossenem Chor und Giebelreiter, 1843/45 erbaut; mit Ausstattung | D-1-74-137-16 | weitere Bilder |

### Weitenried
| Lage                     | Objekt                          | Beschreibung | Akten-Nr.     | Bild                            |
| ------------------------ | ------------------------------- | --- | ------------- | ------------------------------- |
| Weitenried 2 (Standort)  | Ehemalige Schmiede              | erdgeschossiger Massivbau mit Steildach, nach 1811 unter Integration von Teilen des Vorgängerbaus.                                                    | D-1-74-137-27 | BW                              |
| Weitenried 5 (Standort)  | Neugotische geschnitzte Haustür | nach Mitte 19. Jahrhundert | D-1-74-137-19 | Neugotische geschnitzte Haustür |
| In Weitenried (Standort) | Katholische Kapelle Hl. Familie | lisenengegliederter Saalbau mit eingezogenem, halbrund geschlossenem Chor, darüber Turm mit Oktogon und Zwiebelhaube, 1734 errichtet; mit Ausstattung | D-1-74-137-18 | weitere Bilder                  |

## Ehemalige Baudenkmäler
In diesem Abschnitt sind Objekte aufgeführt, die früher einmal in der Denkmalliste eingetragen waren, jetzt aber nicht mehr. Objekte, die in anderem Zusammenhang also z. B. als Teil eines Baudenkmals weiter eingetragen sind, sollen hier nicht aufgeführt werden. Aktennummern in diesem Abschnitt sind ehemalige, jetzt nicht mehr gültige Aktennummern.

| Lage                                                | Objekt                                    | Beschreibung                                                       | Akten-Nr.     | Bild                |
| --------------------------------------------------- | ----------------------------------------- | ------------------------------------------------------------------ | ------------- | ------------------- |
| Egenburg Hauptstraße 14; Rathausstraße 2 (Standort) | Altes Schulhaus, jetzt Gemeindeverwaltung | mit flachem Walmdach und Kastengesims, gegen Mitte 19. Jahrhundert | D-1-74-137-8  | BW                  |
| Stockach Stockach 9 (Standort)                      | Geschnitzte Haustür                       | mit Oberlichtgitter, bezeichnet mit dem Jahr 1877                  | D-1-74-137-13 | Geschnitzte Haustür |